# Hermann Schmidt (Geologe)

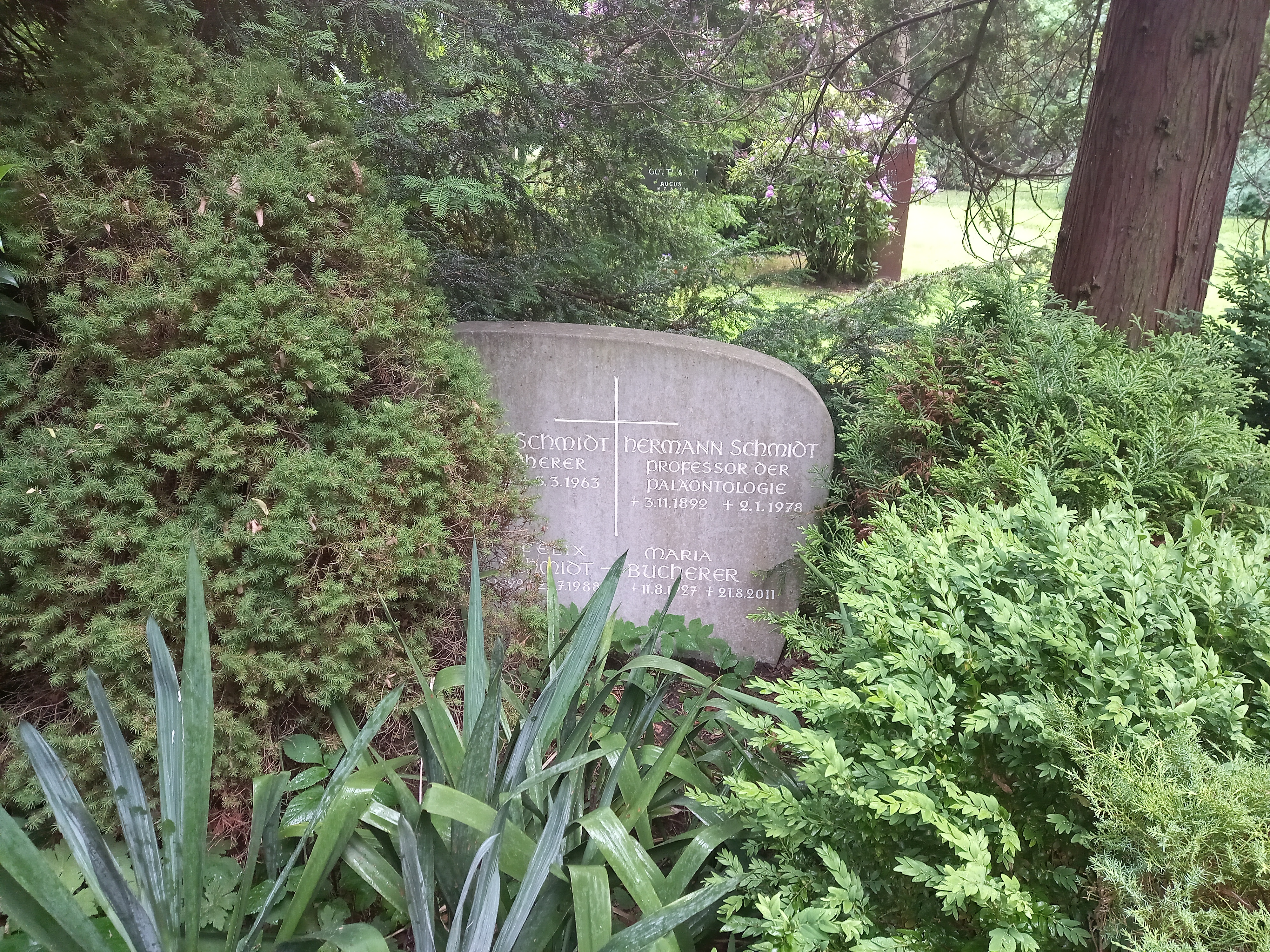
Das Grab von Hermann Schmidt und seiner Ehefrau Helene geborene Bucherer im Familiengrab auf dem Stadtfriedhof Göttingen

Hermann Schmidt (* 3. November 1892 in Elberfeld; † 2. Januar 1978 in Bad Godesberg) war ein deutscher Geologe und Paläontologe.
Schmidt studierte nach dem Abitur 1911 (und unterbrochen vom Militärdienst im Ersten Weltkrieg) Naturwissenschaften und speziell Geologie in Erlangen, Freiburg im Breisgau, Wien und an der Universität Göttingen, wo er 1920 bei Hans Stille promoviert wurde. Danach war er zwei Jahre an der Preußischen Geologischen Landesanstalt. Von 1922 bis 1961 war er Kustos der geologisch-paläontologischen Sammlung der Universität Göttingen mit einem Lehrauftrag für Paläontologie und später Geologie und Stratigraphie als außerplanmäßiger Professor ab 1921. 1954 wurde er außerordentlicher Professor an der Universität Göttingen, ab 1955 als Leiter der Paläontologie.
Er befasste sich besonders mit der Stratigraphie des Devons und Unterkarbons insbesondere im Rheinischen Schiefergebirge. Außerdem war er führend in der Chronologie der Goniatiten und ein Pionier der Paläoökologie (Bionomie) wie in der Fazies-Gliederung nach Sauerstoffgehalt der damaligen marinen Lebensräume.
1954 erhielt er die Hans-Stille-Medaille und 1974 die Gustav-Steinmann-Medaille. 1957 wurde er Ehrenmitglied der Paläontologischen Gesellschaft. Er war langjähriger Herausgeber der Paläontologischen Zeitschrift.

## Schriften
- Einführung in die Paläontologie, Stuttgart, Enke 1935
- Die bionomische Einteilung fossiler Meeresböden, Fortschritte der Geologie und Paläontologie, Band 12, 1935, S. 1–154
- Geologie, 2 Bände (Band 1: Geologische Vorgänge der Gegenwart; Band 2: Geologische Vorgänge der Vergangenheit), Wolfenbütteler Verlagsanstalt 1947, 1949
- mit W. Plessmann: Sauerland, Borntraeger, Sammlung Geologischer Führer, Band 39, 1961
- Tierische Leitfossilien des Karbon, Borntraeger 1929 (Leitfossilien, Band 6)